# Lorentz-variëteit
In de differentiaalmeetkunde, een deelgebied van de wiskunde, is een lorentz-variëteit een belangrijk speciaal geval van een pseudo-riemann-variëteit, waarbij de signatuur van de metrische tensor, voor {\displaystyle n} dimensies {\displaystyle (1,n-1)} is, ook wel genoteerd als bijvoorbeeld (+, -, -, -) voor {\displaystyle n=4}. De omgekeerde notatie komt ook voor, dus bijvoorbeeld (3, 1) of (-, +, +, +). Bij zo'n metrische tensor wordt wel gesproken van een lorentz-metriek, niet te verwarren met het striktere begrip metriek. Ze zijn naar de Nederlandse natuurkundige Lorentz genoemd.
Na riemann-variëteiten vormen lorentz-variëteiten de belangrijkste deelklasse van pseudo-riemann-variëteiten. Ze zijn belangrijk vanwege hun natuurkundige toepassingen in de algemene relativiteitstheorie. Een van de belangrijkste veronderstellingen van de algemene relativiteitstheorie is dat de ruimtetijd kan worden beschreven als een vierdimensionale lorentz-variëteit met teken (3, 1), of gelijkwaardig met (1, 3). 
In tegenstelling tot riemann-variëteiten, die een positief-definiete metriek hebben, kan men bij een signatuur van {\displaystyle (1,p)} of {\displaystyle (q,1)} de raakvectoren classificeren als 'tijd-achtig', 'nul' of anders als 'licht-achtig' en als 'ruimte-achtig'. Met {\displaystyle g} de lorentzmetriek met signatuur (-, +, +, +, ...) is dit voor vectoren {\displaystyle X} gedefinieerd als:
- tijdachtig – als {\displaystyle g(X,X)<0}
- lichtachtig – als {\displaystyle g(X,X)=0}
- ruimteachtig – als {\displaystyle g(X,X)>0}

De namen zijn ontleend aan de eenvoudigere, 'vlakke' minkowski-ruimte. Daar kan men de termen eenvoudig natuurkundig interpreteren: de eindigheid van de lichtsnelheid betekent dat punten in de ruimtetijd, gebeurtenissen, die door een ruimte-achtige vector worden verbonden, geen causaal verband kunnen hebben, terwijl de punten die door een tijd-achtige vector worden verbonden wel een causaal verband kunnen hebben. Lichtachtig of 'nul', van het Engelse null, is het grensgeval.